# Президія НАН України
Президія Національної академії наук України — орган, який керує роботою НАН України у період між сесіями Загальних зборів академії.

## Про Президію
Президія Національної академії наук України обирається Загальними зборами НАН України терміном на п'ять років у складі:
- президента НАН України,
- першого віцепрезидента НАН України,
- віцепрезидентів НАН України,
- головного вченого секретаря НАН України,
- академіків-секретарів відділень НАН України,
- інших членів Президії НАН України[2]

## Члени Президії
9 жовтня 2020 року відбулося засідання Загальних зборів НАН України, під час якого було обрано першого віцепрезидента, віцепрезидентів і членів Президії НАН України та затверджено академіків-секретарів відділень НАН України, обраних напередодні загальними зборами відділень.
Станом на вересень 2024 року склад Президії НАН України такий:

### Президент
- Загородній Анатолій Глібович — президент НАН України, академік НАН України. Спеціальність: теоретична фізика, фізика плазмових процесів. Обраний академіком 06.05.2006.

### Перший віцепрезидент
- Горбулін Володимир Павлович — перший віцепрезидент НАН України, академік НАН України. Спеціальність: інформаційні технології та стратегічна безпека. Обраний академіком 04.12.1997.

### Віцепрезиденти
- Богданов Вячеслав Леонідович — віцепрезидент НАН України, академік НАН України. Спеціальність: механіка. Обраний академіком 06.03.2015.
- Кошечко Вячеслав Григорович — віцепрезидент НАН України, академік НАН України. Спеціальність: фізична хімія. Обраний академіком 06.05.2006.
- Пирожков Сергій Іванович — віцепрезидент НАН України, академік НАН України. Спеціальність: демографія. Обраний академіком 07.04.2000.
- Рафальський Олег Олексійович — віцепрезидент НАН України, академік НАН України. Спеціальність: етнополітологія. Обраний академіком 25.04.2024.

### Головний учений секретар
Богданов Вячеслав Леонідович — в.о. головного вченого секретаря НАН України, академік НАН України. Спеціальність: механіка. Обраний академіком 06.03.2015.

### Академіки-секретарі відділень
- Тимоха Олександр Миколайович — в.о. академіка-секретаря Відділення математики НАН України, академік НАН України. Спеціальність: математика. Обраний академіком 26.05.2021.
- Хіміч Олександр Миколайович — академік-секретар Відділення інформатики НАН України, академік НАН України. Спеціальність: математичне моделювання. Обраний академіком 26.05.2021.
- Булат Анатолій Федорович — академік-секретар Відділення механіки і машинознавства НАН України, академік НАН України. Спеціальність: гірнича механіка. Обраний академіком 07.04.2000.
- Локтєв Вадим Михайлович — академік-секретар Відділення фізики і астрономії НАН України, академік НАН України. Спеціальність: теоретична фізика, фізика надпровідності. Обраний  академіком 16.05.2003.
- Пономаренко Олександр Миколайович — академік-секретар Відділення наук про Землю НАН України, академік НАН України. Спеціальність: ізотопна геологія. Обраний академіком 06.03.2015.
- Крівцун Ігор Віталійович — академік-секретар Відділення матеріалознавства НАН України, академік НАН України. Спеціальність: матеріалознавство, зварювання металів. Обраний академіком 13.04.2012.
- Кириленко Олександр Васильович — академік-секретар Відділення енергетики та енергетичних технологій НАН України, академік НАН України. Спеціальність: електроенергетика. Обраний академіком 06.05.2006.
- Слісенко Василь Іванович — в.о. академіка-секретаря Відділення ядерної фізики та енергетики НАН України, академік НАН України. Спеціальність: ядерна енергетика. Обраний академіком 26.05.2021.
- Картель Микола Тимофійович — академік-секретар Відділення хімії НАН України, академік НАН України. Спеціальність: хімія. Обраний академіком 13.04.2012.
- Комісаренко Сергій Васильович — в.о. академіка-секретаря Відділення біохімії, фізіології і молекулярної біології НАН України, академік НАН України. Спеціальність: патофізіологія, імунологія. Обраний академіком 11.04.1991.
- Радченко Володимир Григорович — академік-секретар Відділення загальної біології НАН України, академік НАН України. Спеціальність: екосистемологія, Обраний академіком 04.02.2009.
- Лібанова Елла Марленівна — академік-секретар Відділення економіки НАН України, академік НАН України. Спеціальність: соціоекономіка. Обрана академіком 04.02.2009.
- Смолій Валерій Андрійович — академік-секретар Відділення історії, філософії та права НАН України, академік НАН України. Спеціальність: історія України. Обраний академіком 14.04.1995.
- Скрипник Ганна Аркадіївна — академік-секретар Відділення літератури, мови та мистецтвознавства НАН України, академік НАН України. Спеціальність: етнологія. Обрана академіком 06.05.2006.

### Голови регіональних наукових центрів
- Назарчук Зіновій Теодорович — Голова Західного наукового центру, академік НАН України. Спеціальність: матеріалознавство, діагностика матеріалів. Обраний академіком 06.05.2006.
- Буркинський Борис Володимирович — Голова Південного наукового центру, академік НАН України. Спеціальність: регіональна економіка. Обраний академіком 16.05.2003.
- Семиноженко Володимир Петрович — Голова Північно-східного наукового центру, академік НАН України. Спеціальність: матеріалознавство, надпровідні матеріали. Обраний академіком  25.11.1992.
- Булат Анатолій Федорович — Голова Придніпровського наукового центру, академік НАН України, входить до складу Президії НАН України як академік-секретар Відділення механіки і машинознавства НАН України. Спеціальність: гірнича механіка. Обраний академіком 07.04.2000.
- Устименко Володимир Анатолійович — Голова Донецького наукового центру, член-кореспондент НАН України. Спеціальність: право. Обраний членом-кореспондентом 07.03.2018.

### Інші члени Президії
- Губерський Леонід Васильович — академік НАН України. Спеціальність: філософія. Обраний академіком 16.05.2003. Київський національний університет імені Тараса Шевченка.
- Згуровський Михайло Захарович — академік НАН України. Спеціальність: інформатика та обчислювальні системи. Обраний академіком 14.04.1995. Національний технічний університет України «Київський політехнічний інститут імені Ігоря Сікорського».
- Копиленко Олександр Любимович — академік НАН України. Спеціальність: право. Обраний академіком 07.03.2018. Народний депутат України 9-го скликання.
- Кремень Василь Григорович — академік НАН України, президент Національної академії педагогічних наук України. Спеціальність: філософія. Обраний академіком 07.04.2000.
- Кушнір Роман Михайлович — академік НАН України. Спеціальність: математичні проблеми механіки. Обраний академіком 07.03.2018.
- Наумовець Антон Григорович — академік НАН України. Спеціальність: фізика поверхні. Обраний академіком 04.12.1997.
- Харченко Валерій Володимирович — академік НАН України. Спеціальність: механіка. Обраний академіком 07.03.2018.
- Цимбалюк Віталій Іванович — академік НАН України, президент Національної академії медичних наук України. Спеціальність: нейрохірургія. Обраний академіком 26.05.2021.
- Яцків Ярослав Степанович — академік НАН України. Спеціальність: астрономія. Обраний академіком 28.03.1985.

### В.о. члена Президії
- Антонюк Олександра Вікторівна — голова Наукового комітету Національної ради України з питань розвитку науки і технологій.
- Гадзало Ярослав Михайлович — академік НААН України, президент Національної академії аграрних наук України.
- Довгий Станіслав Олексійович — академік НАН України, президент Малої академії наук.
- Журавель Володимир Андрійович — академік НАПрН України, президент Національної академії правових наук України.
- Петришин Олександр Віталійович — академік НАПрН України, президент Національної академії правових наук України протягом 2016-2022 років.
- Сидоренко Віктор Дмитрович — академік НАМ України, президент Національної академії мистецтв України.
- Чебикін Андрій Володимирович — академік НАМ України, президент Національної академії мистецтв України  протягом 1997-2022 років.

## Установи при Президії НАН України
Видавництва
- Науково-виробниче підприємство Видавництво «Наукова думка» НАН України
- Видавничий дім «Академперіодика»

Книгарні
- Корпорація «Академкнига»
- Книгарня видавництва «Наукова думка»
- Магазин «Академкнига» № 7
- Фірмовий магазин «Академкнига»

Журнали
- Вісник Національної академії наук України
- Доповіді Національної академії наук України. Науково-теоретичний журнал Президії НАН України
- Наука та інновації. Науково-практичний журнал НАН України

Наукові установи
- Державна установа «Інститут досліджень науково-технічного потенціалу та історії науки ім. Г.М. Доброва НАН України»

- Інститут телекомунікацій і глобального інформаційного простору
- Технічний центр НАН України
- Головний відділ стандартизації та метрології
- Відділ автоматизації наукових досліджень
- Інноваційний центр НАН України
- Міжнародний центр астрономічних та медико-екологічних досліджень
- Науково-інженерний центр радіогідрогеоекологічних полігонних досліджень
- Центр інтелектуальної власності та передачі технологій
- Національний науковий центр з медико-біотехнічних проблем
- Міжгалузевий науково-технологічний центр видобутку руд і переробки рідкісних, благородних та супутніх металів «Дорогметтехнологія» НАН та Мінпромполітики України
- Центр наукових досліджень та викладання іноземних мов
- Державна наукова установа "Київський академічний університет"
- Державний науковий медико-інженерний центр "Натуролог" НАН та МОЗ України
- Відділення цільової підготовки Київського національного університету ім.Т.Г.Шевченка

Інші організації
- Державне управління матеріально-технічного забезпечення
- Експозиційний центр "Наука"
- Зовнішньоторговельна фірма "ІнтерАН"
- Державне підприємство "Великий конференц-зал"
- Будинок побуту ЗАТ "Лідія"

## Будівля Президії
Будівлю Президії, розташовану на вул. Володимирській, 54, було зведено в 1850-х рр. за проєктом архітектора Олександра Беретті як дівочий пансіон ім. графині Є. В. Лєвашової (жінки[уточнити] київського генерал-губернатора 1833-36 рр.). Спершу будинок був двоповерховим. Фасад прикрашено рустуванням і аттиком із чавунною решіткою. По боках будинку — висока чавунна решітка (також за проєктом Беретті). Пансіон був напівзакритою установою, подібною до «інститутів шляхетних дівчат».
У 1891-92 рр. було надбудовано третій поверх. Після Жовтневого перевороту пансіон поступово ліквідовано. Із заснуванням у 1918 році Української Академії Наук будівлю було передано їй. Протягом перших років існування майже всі установи УАН містились у цьому будинку.